# Especies de Asplenium

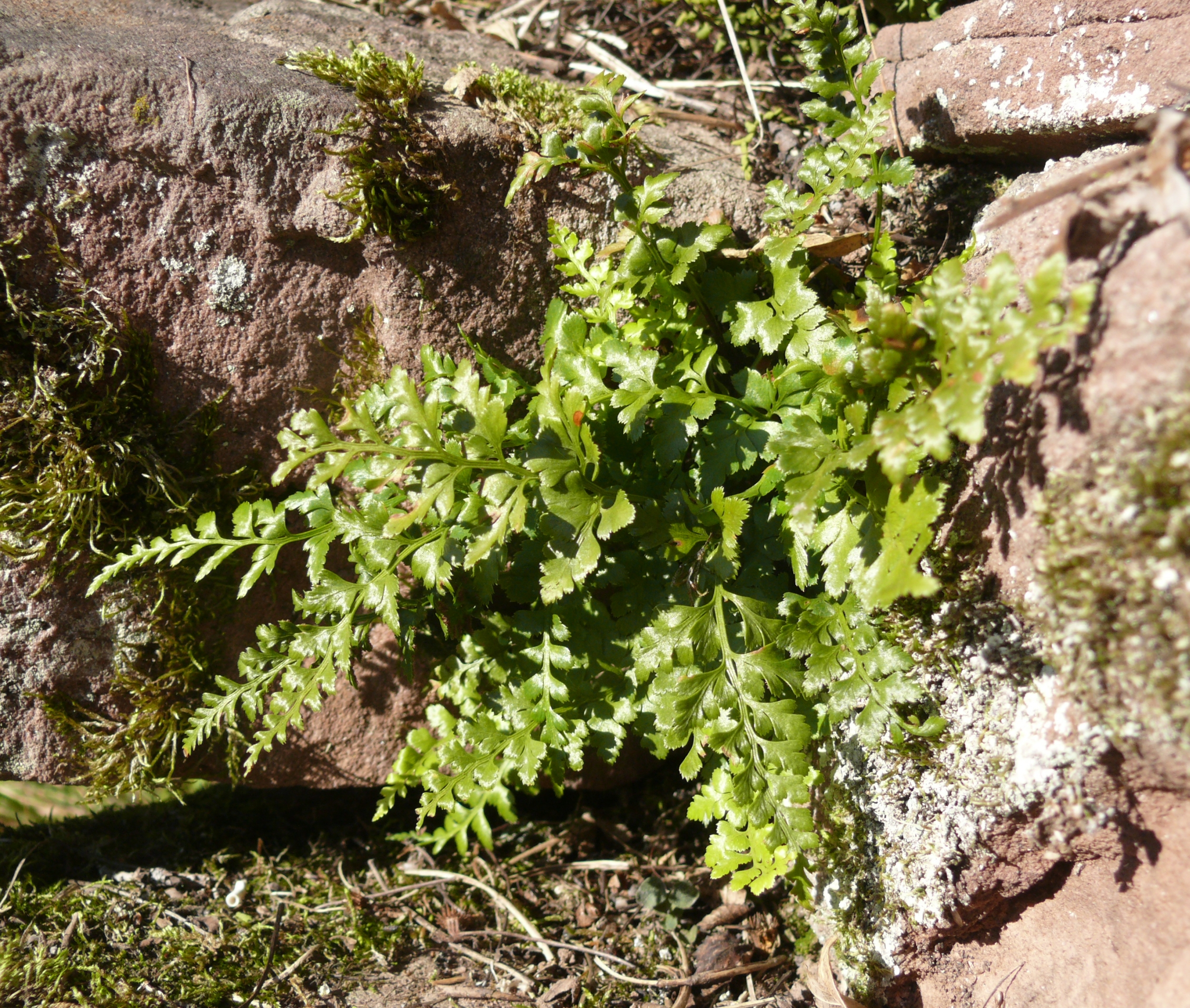
Asplenium adiantum-nigrum

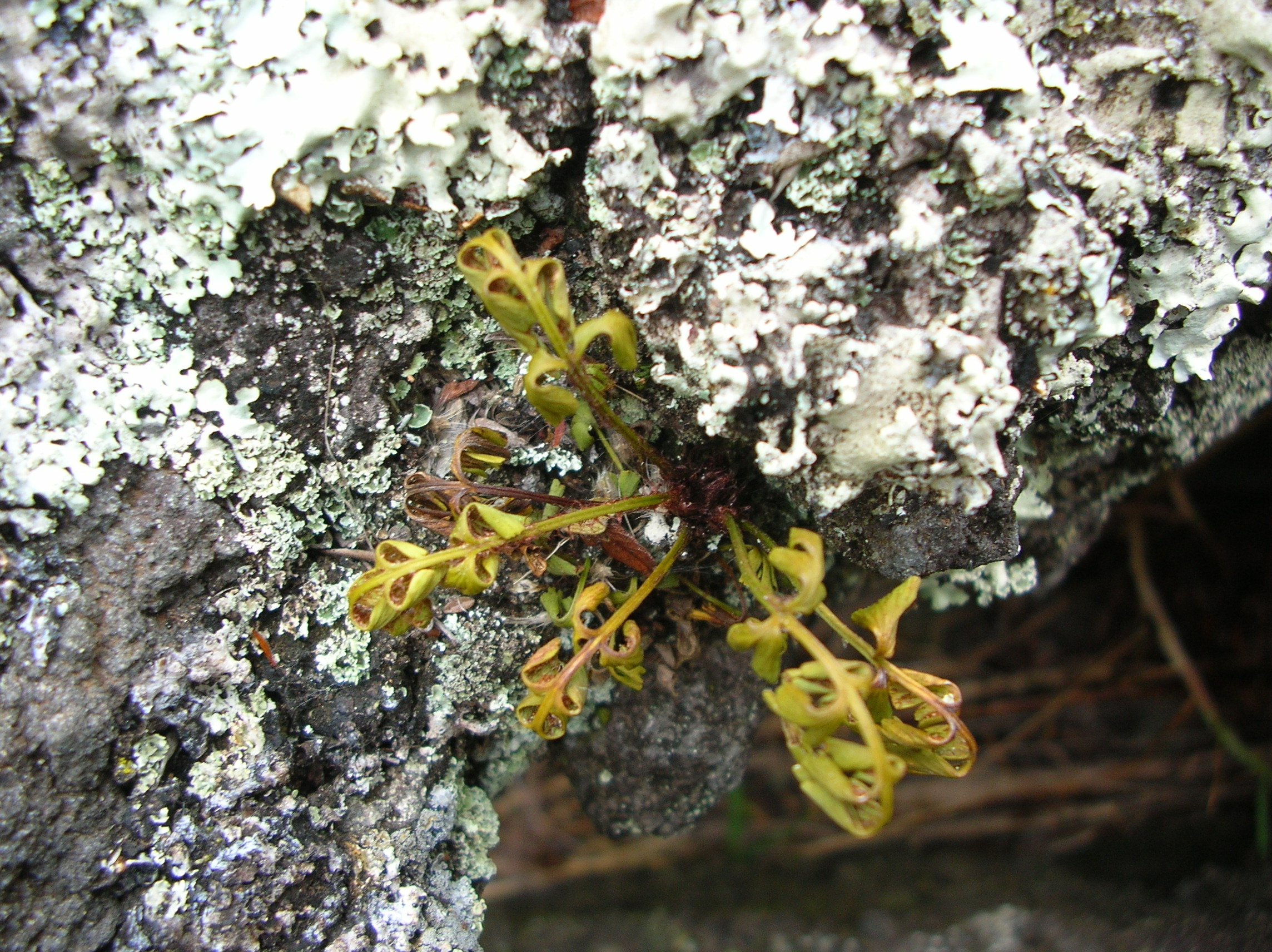
Asplenium aethiopicum

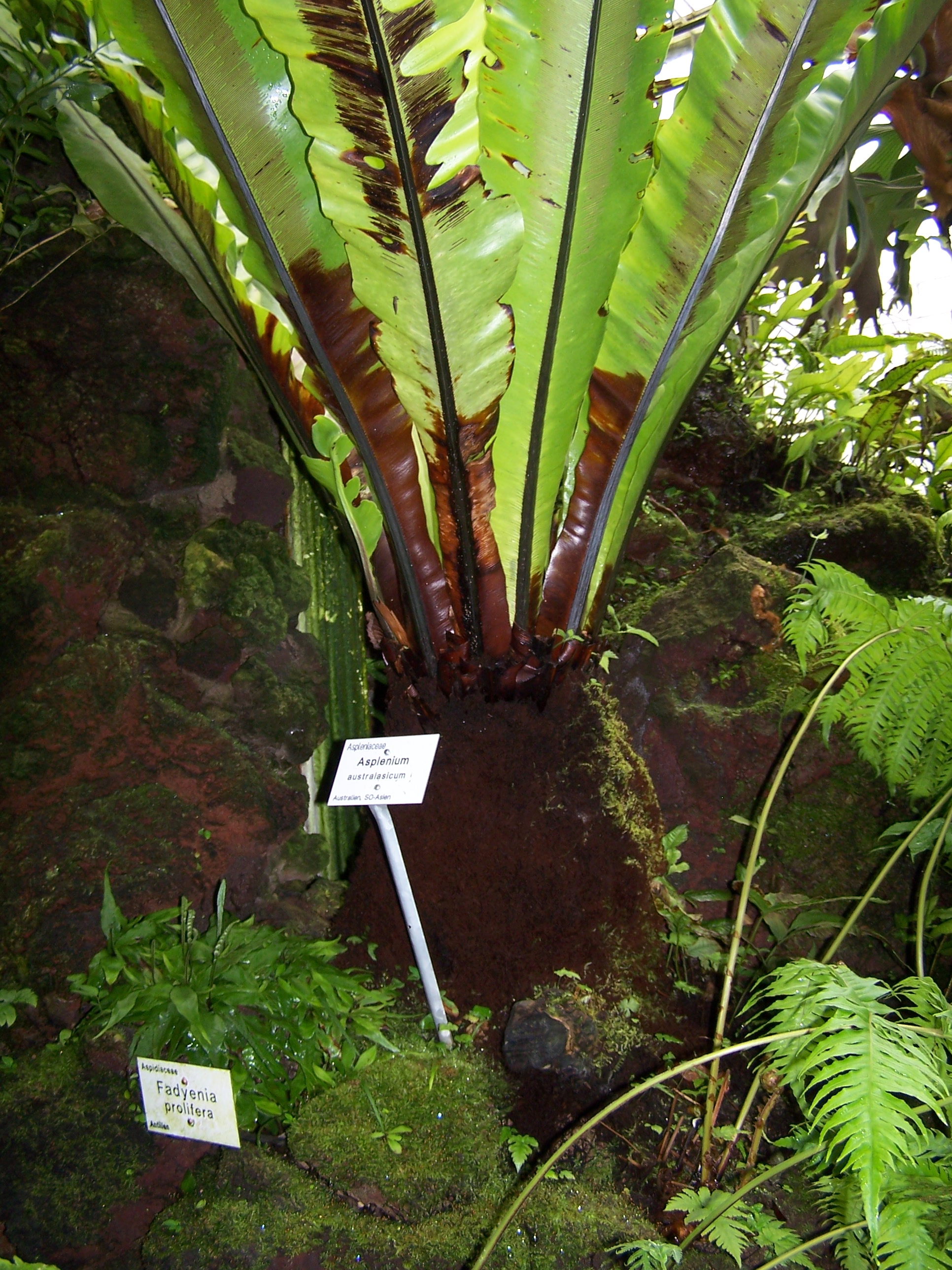
Asplenium australasicum

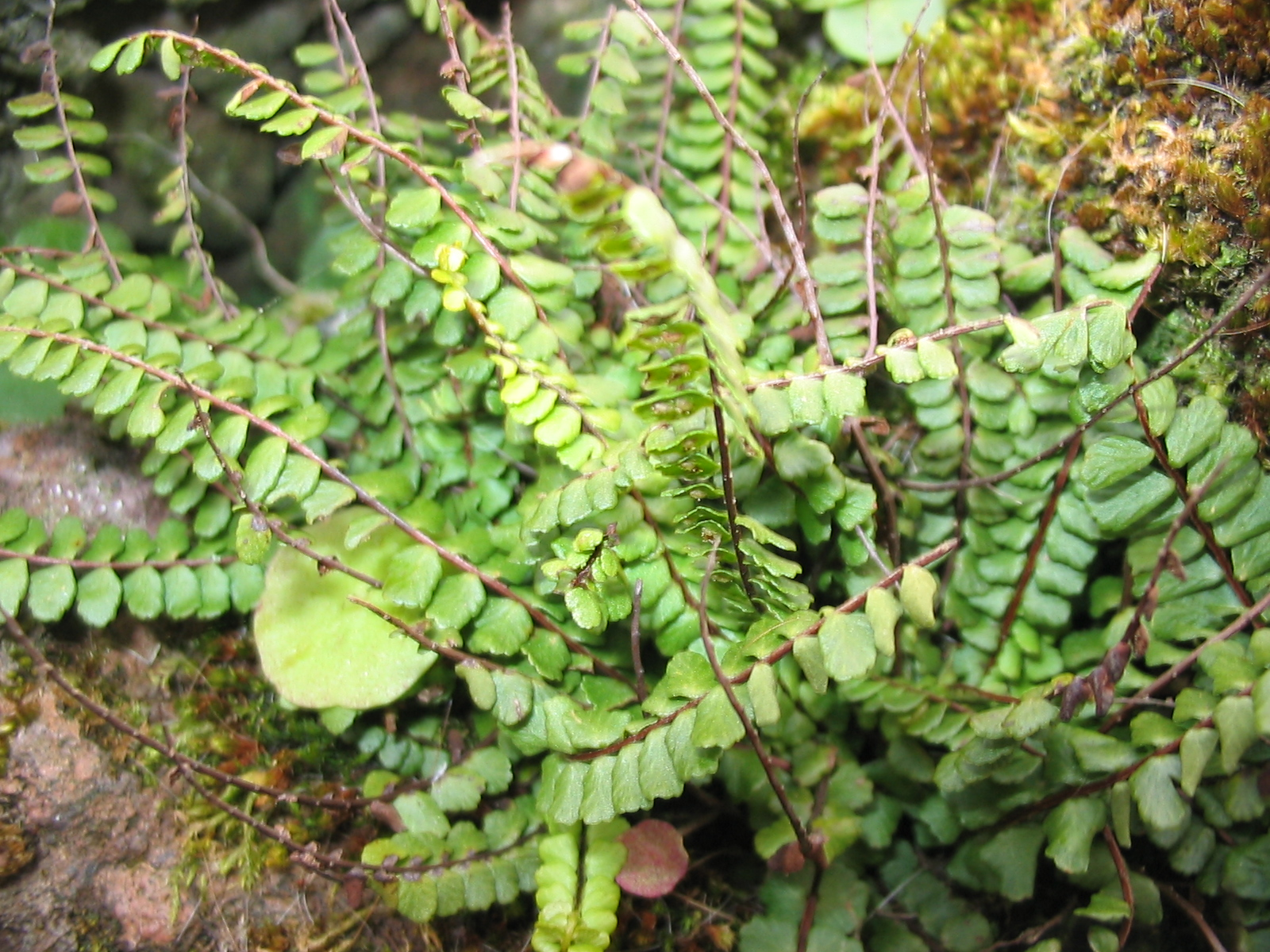
Asplenium azoricum

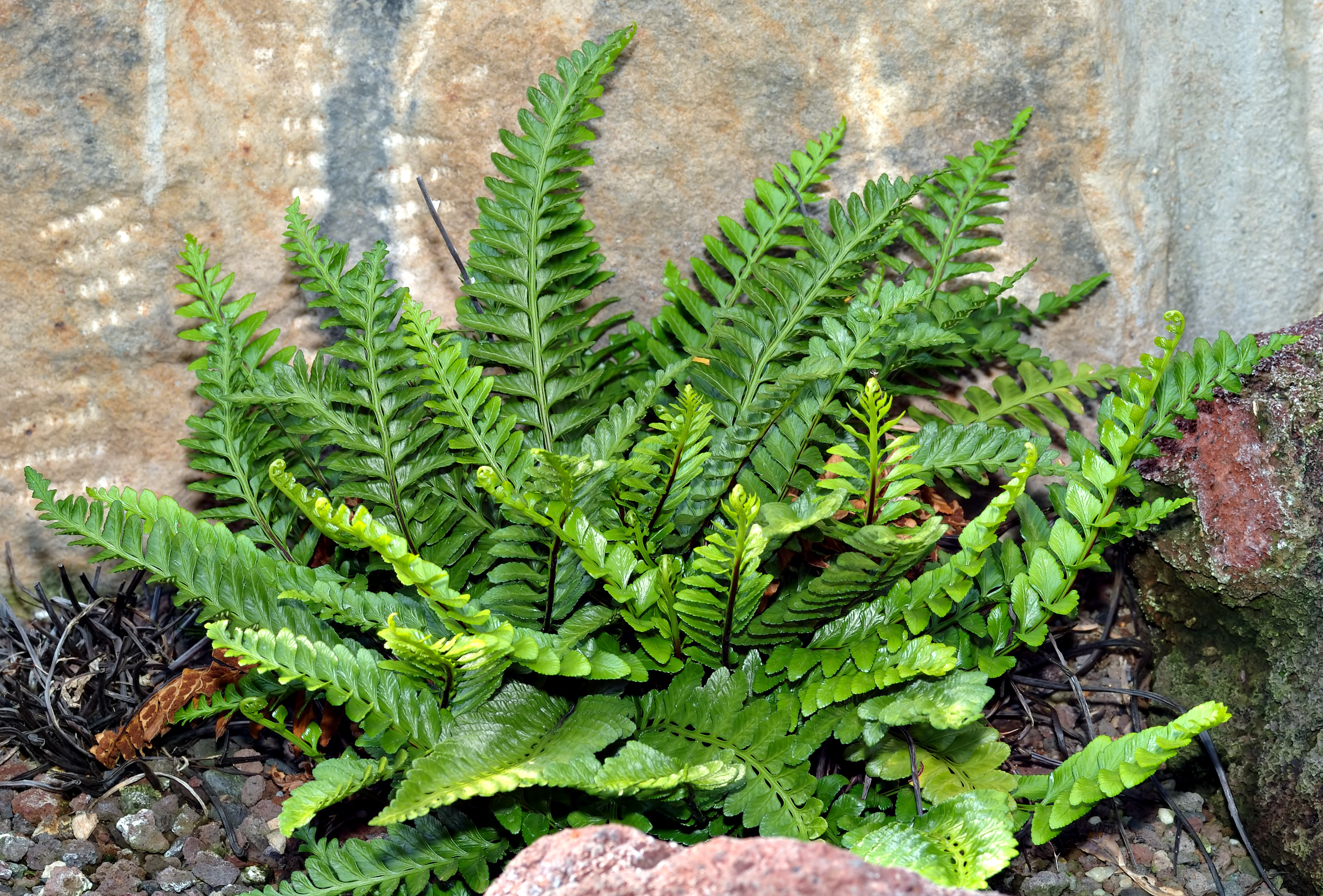
Asplenium marinum

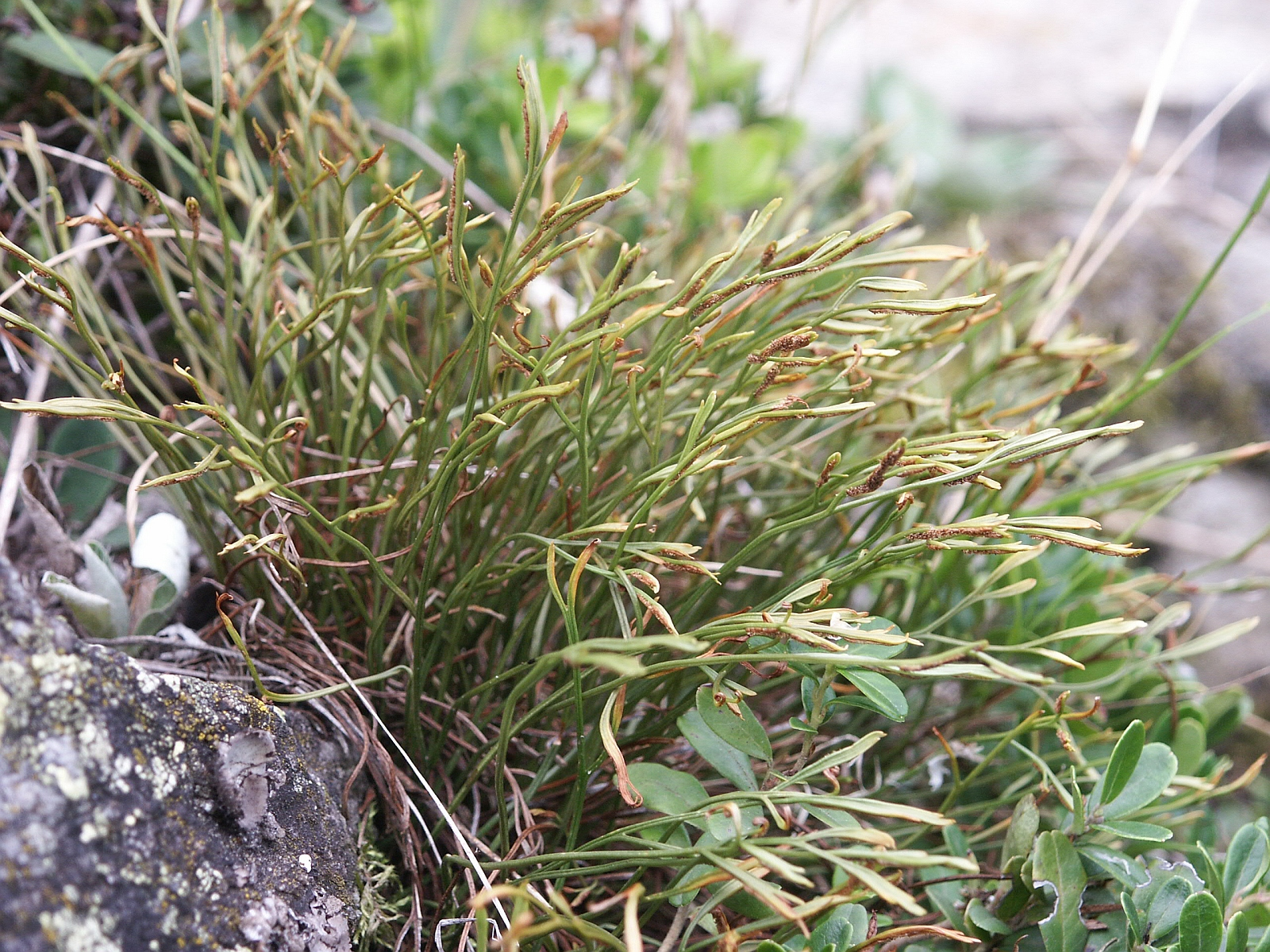
Asplenium septentrionale

## A
- Asplenium abscissum
- Asplenium abyssinicum
- Asplenium achalense
- Asplenium acostae
- Asplenium acrobryum
- Asplenium actiniopteroides
- Asplenium acuminatum
- Asplenium acutiserratum
- Asplenium adamsii
- Asplenium adiantum-nigrum
- Asplenium adnatum
- Asplenium adulterinum
- Asplenium aegaeum
- Asplenium aemilii-guineae
- Asplenium aequibasis
- Asplenium aethiopicum
- Asplenium affine
- Asplenium africanum
- Asplenium afzelii
- Asplenium aitchisonii
- Asplenium akaishiense
- Asplenium alatum
- Asplenium albersii
- Asplenium altajense
- Asplenium alternifolium
- Asplenium alvarezense
- Asplenium amaurolobum
- Asplenium ambohitantelense
- Asplenium amboinense
- Asplenium anceps
- Asplenium andapense
- Asplenium aneitense
- Asplenium angolense
- Asplenium anguifrons
- Asplenium anguineum
- Asplenium angustum
- Asplenium anisophyllum
- Asplenium annetii
- Asplenium anogrammoides
- Asplenium antiquum
- Asplenium antrophyoides
- Asplenium apertum
- Asplenium apoense
- Asplenium appendiculatum
- Asplenium aran-tohanum
- Asplenium araucarietii
- Asplenium arcanum
- Asplenium argentinum
- Asplenium artanense
- Asplenium ascensionis
- Asplenium asterolepis
- Asplenium athertonense
- Asplenium athyrioides
- Asplenium atrovirens
- Asplenium atroviride
- Asplenium attenuatum
- Asplenium aureum
- Asplenium auriculatum
- Asplenium auritum
- Asplenium australasicum
- Asplenium austrobrasiliense
- Asplenium austrochinense
- Asplenium ayopayense
- Asplenium azomanes
- Asplenium azoricum

## B
- Asplenium badense
- Asplenium badinii
- Asplenium baileyanum
- Asplenium balansae
- Asplenium balearicum
- Asplenium balense
- Asplenium balliviani
- Asplenium bangii
- Asplenium barbaense
- Asplenium barclayanum
- Asplenium barrancense
- Asplenium barteri
- Asplenium batuense
- Asplenium bavaricum
- Asplenium bechereri
- Asplenium beckeri
- Asplenium belloides
- Asplenium biafranum
- Asplenium bicarinatum
- Asplenium bicentenniale
- Asplenium bifrons
- Asplenium bipartitum
- Asplenium bipinnatifidum
- Asplenium biscayneanum
- Asplenium blastophorum
- Asplenium blepharodes
- Asplenium blepharophorum
- Asplenium boiteaui
- Asplenium bolivianum
- Asplenium boltonii
- Asplenium boreale
- Asplenium borneense
- Asplenium bosco-gurinense
- Asplenium bouharmontii
- Asplenium bourgaei
- Asplenium boydstoniae
- Asplenium brachycarpum
- Asplenium bradeanum
- Asplenium bradei
- Asplenium bradleyi
- Asplenium brasiliense
- Asplenium brassii
- Asplenium brausei
- Asplenium breedlovei
- Asplenium brissaginense
- Asplenium buettneri
- Asplenium bugolense
- Asplenium bulbiferum
- Asplenium bullatum
- Asplenium burundense

## C
- Asplenium callipteris
- Asplenium campos-portoi
- Asplenium canariense
- Asplenium cancellatum
- Asplenium canelense
- Asplenium capense
- Asplenium capillicaule
- Asplenium capillipes
- Asplenium capillipoides
- Asplenium capitisyork
- Asplenium carinatum
- Asplenium cariocanum
- Asplenium caripense
- Asplenium carnavonense
- Asplenium carruthersii
- Asplenium carvalhoanum
- Asplenium castaneoviride
- Asplenium castaneum
- Asplenium caucasicum
- Asplenium ceei
- Asplenium celtibericum
- Asplenium centovallense
- Asplenium centrafricanum
- Asplenium centrifugale
- Asplenium cesatianum
- Asplenium ceterach
- Asplenium chaseanum
- Asplenium chasmophilum
- Asplenium chathamense
- Asplenium chimantae
- Asplenium chingii
- Asplenium christii
- Asplenium ciliatum
- Asplenium cimmeriorum
- Asplenium cirrhatum
- Asplenium claussenii
- Asplenium clemensiae
- Asplenium clermontiae
- Asplenium clutei
- Asplenium coenobiale
- Asplenium colubrinum
- Asplenium comosum
- Asplenium complanatum
- Asplenium compressum
- Asplenium concolor
- Asplenium confluens
- Asplenium confusum
- Asplenium congestum
- Asplenium contiguum
- Asplenium contrei
- Asplenium contusum
- Asplenium corbariense
- Asplenium cordatum
- Asplenium corderoanum
- Asplenium cornutissimum
- Asplenium correardii
- Asplenium costei
- Asplenium coto-brusense
- Asplenium cowanii
- Asplenium creticum
- Asplenium crinicaule
- Asplenium cristatum
- Asplenium cromwellianum
- Asplenium cruegeri
- Asplenium cuneatiforme
- Asplenium cuneatum
- Asplenium cuneifolium
- Asplenium currorii
- Asplenium curtissii
- Asplenium cuspidatum
- Asplenium cymbifolium
- Asplenium cyrnosardoum
- Asplenium cyrtopteron

## D
- Asplenium daghestanicum
- Asplenium dalhousiae
- Asplenium dareoides
- Asplenium daucifolium
- Asplenium davisii
- Asplenium dayi
- Asplenium decompositum
- Asplenium decrescens
- Asplenium delavayi
- Asplenium delicatulum
- Asplenium demerkense
- Asplenium dentatum
- Asplenium depauperatum
- Asplenium dianae
- Asplenium diasii
- Asplenium dichotomum
- Asplenium dicranurum
- Asplenium dielerectum
- Asplenium dielfalcatum
- Asplenium dielmannii
- Asplenium dielpallidum
- Asplenium difforme
- Asplenium dimidiatum
- Asplenium dimorphum
- Asplenium diplaziosorum
- Asplenium diplodon
- Asplenium diplosceum
- Asplenium discrepans
- Asplenium disjunctum
- Asplenium dissectum
- Asplenium divaricatum
- Asplenium dognyense
- Asplenium dolomiticum
- Asplenium dolosum
- Asplenium domingense
- Asplenium douglasii
- Asplenium dregeanum
- Asplenium drepanophyllum
- Asplenium durum
- Asplenium dutartrei

## E
- Asplenium eatonii
- Asplenium ebenoides
- Asplenium eberhardtii
- Asplenium ecuadorense
- Asplenium ekmanii
- Asplenium elaphoglossoides
- Asplenium elliottii
- Asplenium elmeri
- Asplenium emarginatum
- Asplenium ensiforme
- Asplenium erectum
- Asplenium erosum
- Asplenium erythraeum
- Asplenium escaleroense
- Asplenium eurysorum
- Asplenium eutecnum
- Asplenium excelsum
- Asplenium exhaustum
- Asplenium exiguum
- Asplenium extensum

## F
- Asplenium fawcettii
- Asplenium feei
- Asplenium fenzlii
- Asplenium fibrillosum
- Asplenium filiceps
- Asplenium filidens
- Asplenium fimbriatum
- Asplenium finlaysonianum
- Asplenium fissum
- Asplenium flabellifolium
- Asplenium flabellulatum
- Asplenium flaccidum
- Asplenium flagrum
- Asplenium flexuosum
- Asplenium fluminense
- Asplenium foersteri
- Asplenium fontanum
- Asplenium foreziense
- Asplenium formosae
- Asplenium formosum
- Asplenium fragrans
- Asplenium francii
- Asplenium friesiorum
- Asplenium fugax
- Asplenium funckii

## G
- Asplenium gardneri
- Asplenium garhwalense
- Asplenium gastoni-gautieri
- Asplenium gastonis
- Asplenium gemmascens
- Asplenium gemmiferum
- Asplenium genicoalitum
- Asplenium gentryi
- Asplenium geraense
- Asplenium ghiesbreghtii
- Asplenium gibberosum
- Asplenium gilbertii
- Asplenium gilliesii
- Asplenium gjellerupii
- Asplenium glanduliserrulatum
- Asplenium glaucostipes
- Asplenium gomezianum
- Asplenium gravesii
- Asplenium gregoriae
- Asplenium grevillei
- Asplenium griffithianum
- Asplenium griseum

## H
- Asplenium haenkeanum
- Asplenium haenkei
- Asplenium hagenii
- Asplenium haleakalense
- Asplenium hallbergii
- Asplenium hallei
- Asplenium hallii
- Asplenium hapalophyllum
- Asplenium harleyanum
- Asplenium harmanii
- Asplenium harpeodes
- Asplenium harrisii
- Asplenium hastatum
- Asplenium haughtonii
- Asplenium haurakiense
- Asplenium helii
- Asplenium hemionitis
- Asplenium hemitomum
- Asplenium herbwagneri
- Asplenium herpetopteris
- Asplenium herzogii
- Asplenium heterochroum
- Asplenium heteromorphum
- Asplenium heteroresiliens
- Asplenium hispanicum
- Asplenium hobdyi
- Asplenium holophlebium
- Asplenium holosorum
- Asplenium holstii
- Asplenium hookerianum
- Asplenium hopei
- Asplenium horizontale
- Asplenium horridum
- Asplenium hostmannii
- Asplenium howeanum
- Asplenium huawuense
- Asplenium humbertii
- Asplenium humistratum
- Asplenium hungaricum
- Asplenium hybridum
- Asplenium hymenophylloides
- Asplenium hypomelas

## I
- Asplenium iidanum
- Asplenium impressivenium
- Asplenium impressum
- Asplenium inaequilaterale
- Asplenium incisodentatum
- Asplenium incisoserratum
- Asplenium incisum
- Asplenium indicum
- Asplenium induratum
- Asplenium indusiatum
- Asplenium inexpectatum
- Asplenium insiticium
- Asplenium insolitum
- Asplenium interjectum
- Asplenium isabelense

## J
- Asplenium jacksonii
- Asplenium jahandiezii
- Asplenium jaundeense
- Asplenium javorkae
- Asplenium jenmanii
- Asplenium jensenii
- Asplenium joellaui
- Asplenium joncheerei
- Asplenium juglandifolium

## K
- Asplenium kansuense
- Asplenium kassneri
- Asplenium kaulfussii
- Asplenium kelelense
- Asplenium kentuckiense
- Asplenium kenzoi
- Asplenium khaniense
- Asplenium khasianum
- Asplenium khullarii
- Asplenium kiangsuense
- Asplenium kidoi
- Asplenium kinabaluense
- Asplenium kingii
- Asplenium kitazawae
- Asplenium kjellbergii
- Asplenium klossii
- Asplenium kokeense
- Asplenium komarovii
- Asplenium krameri
- Asplenium kuemmerlei
- Asplenium kukkonenii
- Asplenium kunzeanum

## L
- Asplenium labillardieri
- Asplenium lacei
- Asplenium lacinioides
- Asplenium lacinulatum
- Asplenium lambinonii
- Asplenium lamprocaulon
- Asplenium lamprophyllum
- Asplenium lancifolium
- Asplenium langsdorffii
- Asplenium laserpitiifolium
- Asplenium lastii
- Asplenium laurentii
- Asplenium lauterbachii
- Asplenium laxifolium
- Asplenium leandrianum
- Asplenium ledermanni
- Asplenium lellingerianum
- Asplenium lepidum
- Asplenium lessinense
- Asplenium leucostegioides
- Asplenium liberiense
- Asplenium ligusticum
- Asplenium lilloanum
- Asplenium linckii
- Asplenium linnaei
- Asplenium listeri
- Asplenium lividum
- Asplenium lobangense
- Asplenium lobatum
- Asplenium lobmingense
- Asplenium lobulatum
- Asplenium lokohoense
- Asplenium lolegnamense
- Asplenium longicauda
- Asplenium longipes
- Asplenium longissimum
- Asplenium longum
- Asplenium lorentzii
- Asplenium loxocarpum
- Asplenium loxoscaphoides
- Asplenium lucrosum
- Asplenium ludens
- Asplenium lunulatum
- Asplenium lyallii

## M
- Asplenium macarenianum
- Asplenium macedonicum
- Asplenium macilentum
- Asplenium macraei
- Asplenium macrophlebium
- Asplenium macrophyllum
- Asplenium macrosorum
- Asplenium macrurum
- Asplenium mae
- Asplenium magnificum
- Asplenium malcolm-smithii
- Asplenium mangindranense
- Asplenium mannii
- Asplenium mantalingahanum
- Asplenium mantoniae
- Asplenium marattioides
- Asplenium marinum
- Asplenium marojejyense
- Asplenium martianum
- Asplenium mauritiensis
- Asplenium maxonii
- Asplenium megalura
- Asplenium mendelianum
- Asplenium micantifrons
- Asplenium mickelii
- Asplenium micropaleatum
- Asplenium microtum
- Asplenium microxiphion
- Asplenium mildbraedii
- Asplenium milnei
- Asplenium minimum
- Asplenium miradorense
- Asplenium mitsutae
- Asplenium modestum
- Asplenium monanthes
- Asplenium monodon
- Asplenium monotis
- Asplenium montanum
- Asplenium morganii
- Asplenium morobense
- Asplenium mosetenense
- Asplenium mossambicense
- Asplenium mourai
- Asplenium mucronatum
- Asplenium muellerianum
- Asplenium muenchii
- Asplenium multiforme
- Asplenium murariaeforme
- Asplenium murbeckii
- Asplenium mustangense
- Asplenium myriophyllum
- Asplenium mysorense

## N
- Asplenium neobrackenridgei
- Asplenium neolaserpitifolium
- Asplenium neovarians
- Asplenium nephrolepioides
- Asplenium nesii
- Asplenium nesioticum
- Asplenium newmanii
- Asplenium nidiforme
- Asplenium nidus
- Asplenium nieschalkii
- Asplenium nigrescens
- Asplenium nigripes
- Asplenium nitens
- Asplenium nitidum
- Asplenium normale
- Asplenium novae-caledoniae
- Asplenium novoguineense
- Asplenium nutans

## O
- Asplenium obesum
- Asplenium oblanceolatum
- Asplenium oblongatum
- Asplenium oblongifolium
- Asplenium obovatum
- Asplenium obtusatum
- Asplenium ocoense
- Asplenium octoploideum
- Asplenium oellgaardii
- Asplenium oldhamii
- Asplenium oligolepidum
- Asplenium oligophiebium
- Asplenium oligophyllum
- Asplenium oligosorum
- Asplenium olivaceum
- Asplenium onopteris
- Asplenium opacum
- Asplenium orellii
- Asplenium oroupouchense
- Asplenium otites

## P
- Asplenium pachychlamys
- Asplenium pacificum
- Asplenium paedigens
- Asplenium pagesii
- Asplenium palaciosii
- Asplenium paleaceum
- Asplenium palmeri
- Asplenium papuanum
- Asplenium papyraceum
- Asplenium parablastophorum
- Asplenium paradoxum
- Asplenium parksii
- Asplenium parvisorum
- Asplenium parvum
- Asplenium paucidens
- Asplenium paucifolium
- Asplenium paucijugum
- Asplenium paucivenosum
- Asplenium pauperequitum
- Asplenium pearcei
- Asplenium pedicularifolium
- Asplenium pekinense
- Asplenium pellucidum
- Asplenium perakense
- Asplenium perardii
- Asplenium perlongum
- Asplenium perplexum
- Asplenium persicifolium
- Asplenium peruvianum
- Asplenium petiolulatum
- Asplenium petrarchae
- Asplenium phillipsianum
- Asplenium phyllitidis
- Asplenium picardae
- Asplenium pinnatifidum
- Asplenium platybasis
- Asplenium platyneuron
- Asplenium plenum
- Asplenium pocsii
- Asplenium poloense
- Asplenium polyodon
- Asplenium polyphyllum
- Asplenium ponapeanum
- Asplenium poolii
- Asplenium poscharskyanum
- Asplenium potosinum
- Asplenium powellii
- Asplenium praegracile
- Asplenium praemorsum
- Asplenium presolanense
- Asplenium preussii
- Asplenium pringlei
- Asplenium prionitis
- Asplenium projectum
- Asplenium prolongatum
- Asplenium protensum
- Asplenium protomajoricum
- Asplenium protractum
- Asplenium pseuderectum
- Asplenium pseudoangustum
- Asplenium pseudoauriculatum
- Asplenium pseudobulbiferum
- Asplenium pseudocaudatum
- Asplenium pseudolaserpitiifolium
- Asplenium pseudonitidum
- Asplenium pseudopraemorsum
- Asplenium pseudotenerum
- Asplenium pseudovulcanicum
- Asplenium psychropolitanum
- Asplenium pteridoides
- Asplenium pteropus
- Asplenium pulchellum
- Asplenium pulcherrimum
- Asplenium pululahuae
- Asplenium pumilum
- Asplenium punjabense
- Asplenium purdieanum

## Q
- Asplenium qiujiangense
- Asplenium quaylei
- Asplenium quezelii
- Asplenium quitense

## R
- Asplenium raddianum
- Asplenium radicans
- Asplenium ramlowii
- Asplenium rapense
- Asplenium rebeccae
- Asplenium recoderi
- Asplenium reekmansii
- Asplenium regis
- Asplenium regulare
- Asplenium reichlingii
- Asplenium reichsteinii
- Asplenium repens
- Asplenium resiliens
- Asplenium reuteri
- Asplenium rhizophyllum
- Asplenium rhomboidale
- Asplenium richardii
- Asplenium riswanii
- Asplenium ritoense
- Asplenium rockii
- Asplenium rosenstockianum
- Asplenium rosselloi
- Asplenium ruizianum
- Asplenium ruprechtii
- Asplenium ruscinonense
- Asplenium rutaceum
- Asplenium ruta-muraria
- Asplenium rutifolium
- Asplenium rutshuruense
- Asplenium ruwenzoriense

## S
- Asplenium sagittatum
- Asplenium salicifolium
- Asplenium salignum
- Asplenium sampsonii
- Asplenium sanchezii
- Asplenium sancti-christofori
- Asplenium sandersonii
- Asplenium santamariae
- Asplenium sarelii
- Asplenium sarniense
- Asplenium saxicola
- Asplenium scalare
- Asplenium scandens
- Asplenium scandicinum
- Asplenium schelpei
- Asplenium schizocarpum
- Asplenium schizophyllum
- Asplenium schizotrichum
- Asplenium schnellii
- Asplenium schultzei
- Asplenium schwackei
- Asplenium schweinfurthii
- Asplenium sciadophilum
- Asplenium scleroprium
- Asplenium scolopendrioides
- Asplenium scolopendrium
- Asplenium scolopendropsis
- Asplenium scortechinii
- Asplenium sebungweense
- Asplenium seelosii
- Asplenium seileri
- Asplenium sellowianum
- Asplenium semipinnatum
- Asplenium semivarians
- Asplenium septentrionale
- Asplenium serra
- Asplenium serratum
- Asplenium serricula
- Asplenium sessilifolium
- Asplenium sessilipinnum
- Asplenium setisectum
- Asplenium setoi
- Asplenium setularioides
- Asplenium shawii
- Asplenium shawneense
- Asplenium shikokianum
- Asplenium shmakovii
- Asplenium shuttleworthianum
- Asplenium siamense
- Asplenium sikkimbirii
- Asplenium simii
- Asplenium simplicifolium
- Asplenium simplicifrons
- Asplenium sleepiae
- Asplenium smedsii
- Asplenium sobtianum
- Asplenium soleirolioides
- Asplenium sollerense
- Asplenium solmsii
- Asplenium souchei
- Asplenium spannagelii
- Asplenium spathulatum
- Asplenium speluncae
- Asplenium sphaerosporum
- Asplenium sphenocookii
- Asplenium sphenotomum
- Asplenium spinescens
- Asplenium spirale
- Asplenium splendens
- Asplenium squamosum
- Asplenium squamuliferum
- Asplenium staudtii
- Asplenium stauntonii
- Asplenium steerei
- Asplenium stellatum
- Asplenium stenochlaenoides
- Asplenium stenolobum
- Asplenium stereophyllum
- Asplenium stipicellatum
- Asplenium stipitiforme
- Asplenium stiriacum
- Asplenium stoloniferum
- Asplenium stolonipes
- Asplenium strangeanum
- Asplenium stuebelianum
- Asplenium stuhlmannii
- Asplenium subaequilaterale
- Asplenium subaquatile
- Asplenium subemarginatum
- Asplenium subflexuosum
- Asplenium subglandulosum
- Asplenium subintegrum
- Asplenium sublaserpitiifolium
- Asplenium submarginatum
- Asplenium subspathulinum
- Asplenium suevicum
- Asplenium sulcatum
- Asplenium sumatranum
- Asplenium surrogatum

## T
- Asplenium tabinense
- Asplenium tadei
- Asplenium tafanum
- Asplenium tagananaense
- Asplenium tamandarei
- Asplenium tandinii
- Asplenium tavelii
- Asplenium tenerrimum
- Asplenium tenerum
- Asplenium tenuicaudatum
- Asplenium tenuicaule
- Asplenium tenuifolium
- Asplenium tenuisectifolia
- Asplenium teratophylloides
- Asplenium terorense
- Asplenium theciferum
- Asplenium thunbergii
- Asplenium ticinense
- Asplenium tocoraniense
- Asplenium torrei
- Asplenium tosaense
- Asplenium translucens
- Asplenium trapezoideum
- Asplenium tricholepis
- Asplenium trichomanes
- Asplenium trichomaniforme
- Asplenium trifoliatum
- Asplenium trigonopterum
- Asplenium trilobatum
- Asplenium trilobum
- Asplenium trindadense
- Asplenium triphyllum
- Asplenium tripteropus
- Asplenium trudellii
- Asplenium truncorum
- Asplenium tryonii
- Asplenium tsaratananense
- Asplenium tubalense
- Asplenium tuerckheimii
- Asplenium tunquiniense
- Asplenium tutwilerae
- Asplenium tyrrhenicum

## U
- Asplenium udzungwense
- Asplenium uhligii
- Asplenium ulbrichtii
- Asplenium ultimum
- Asplenium underwoodii
- Asplenium uniseriale
- Asplenium unisorum

## V
- Asplenium wachaviense
- Asplenium wacketii
- Asplenium waikamoi
- Asplenium valgannense
- Asplenium wangii
- Asplenium warburgkianum
- Asplenium vareschianum
- Asplenium variabile
- Asplenium varians
- Asplenium warneckii
- Asplenium veneticolor
- Asplenium venturae
- Asplenium venustum
- Asplenium verecundum
- Asplenium werneri
- Asplenium vespertinum
- Asplenium wherryi
- Asplenium vieillardii
- Asplenium wildii
- Asplenium wilfordii
- Asplenium virchowii
- Asplenium virens
- Asplenium virginicum
- Asplenium viride
- Asplenium virillae
- Asplenium vittiforme
- Asplenium viviparioides
- Asplenium wojaense
- Asplenium volkensii
- Asplenium vomeriforme
- Asplenium woodwardioides
- Asplenium woynarianum
- Asplenium wrightii
- Asplenium wudangshanense
- Asplenium vulcanicum

## X
- Asplenium xianqianense
- Asplenium xinyiense
- Asplenium yelagagense
- Asplenium yoshinagae

## Z
- Asplenium zamiifolium
- Asplenium zenkerianum

- Datos: Q18416728